# Aleks Ławniczak
Aleks Ławniczak (ur. 5 maja 1999 w Poznaniu) – polski piłkarz występujący na pozycji obrońcy w polskim klubie Zagłębie Lubin.